# 奥林匹克五环
奥林匹克五环（英語： 或称五环会徽、奥林匹克运动会会徽），是五個互扣的環圈，五环的颜色自左至右为蓝、黄、黑、绿、红，也可用单色绘制，而底色為白色。奧林匹克五環於1913年由前国际奥林匹克委员会主席、现代奥林匹克运动會创始人皮埃尔·德·顾拜旦設計，因以五色能概括各会员国国旗的颜色而选定，但之后对五环赋予更多内涵。1979年，国际奥委会出版的《奥林匹克评论》中指出：五环象征五大洲的团结，全世界的运动员以公正、坦率的比赛和友好的精神在奥运会上相见。

## 旗帜
|          | 奥林匹克旗帜……背景为白色，中间由五个交错的环组成：蓝色色环、黄色色环、黑色色环、绿色色环和红色色环……这种设计具有象征意义，它代表了世界五大有人居住的大陆，统一在奥林匹克精神下，而六种颜色是目前出现在世界各国旗帜上的六种颜色。 |
| ——顾拜旦 | |

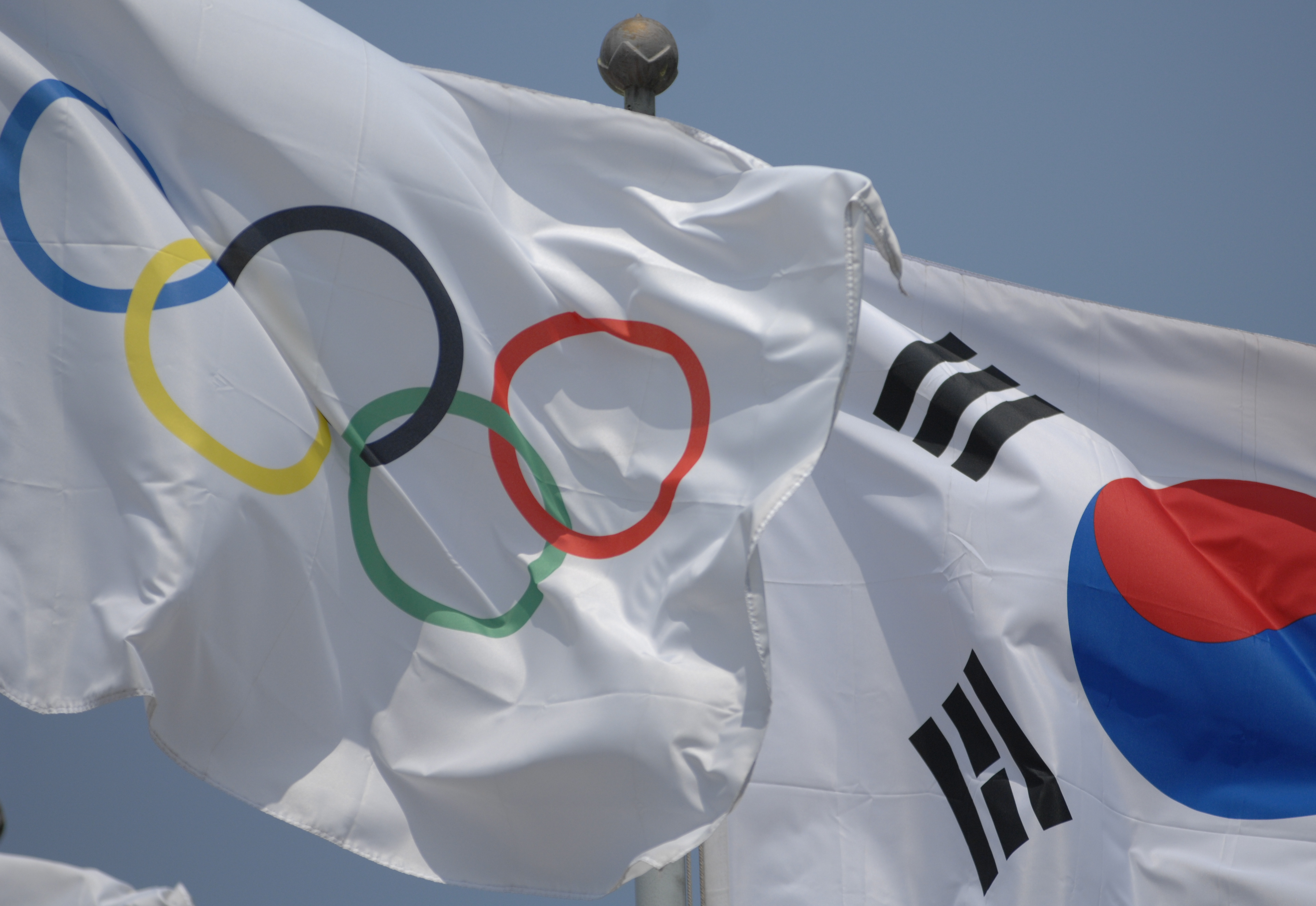
飘扬在首尔奥林匹克公园的奥林匹克五环旗与韩国国旗

奥林匹克正式会旗每届均有细微的不同，例如色彩的差异、五环是否有白色镶边等（在2010年後五環統一取消白色鑲邊）。旗幟中互相鏈結的五色環僅代表世界五大洲之團結；但就個別而言：各大洲並非由特定色環所代表。
1951年之前，官方手冊曾指奧運五環分別象徵著五個大洲，即：藍色代表歐洲；黑色代表非洲；紅色代表美洲；黃色代表亞洲；綠色代表大洋洲。但之後這句話從官方手冊上移除，因為沒有證據顯示皮埃爾創作五環有過這樣的意思。

### 礼仪用旗
奥林匹克会旗的使用始于1920年的安特卫普奥运会，闭幕式的会旗交接仪式环节以始于此。每逢奥运会开幕式，都有升奥林匹克会旗，奏唱奥林匹克会歌的环节；闭幕式则将奥林匹克会旗降下，之后由国际奥委会主席和两届主办城市市长上台举行会旗交接仪式，会旗将保存于下届主办城市的市政府大楼内
。值得注意的是，开闭幕式主会场上空飘扬的会旗与交接仪式使用的会旗不是同一面旗帜，而且夏季奥运会与冬季奥运会的交接仪式会旗是分开使用。

#### 安特卫普旗
1920年安特卫普奥运会，当时的主办城市比利时安特卫普市政厅将奥林匹克旗帜献给国际奥委会，安特卫普因而是第一个使用奥林匹克会旗的主办城市，该旗帜被称为“安特卫普旗”。但在奥运会结束时，该会旗失踪而无从寻获。因而专为1924年巴黎奥运会制作一面新的奥林匹克会旗，但新旗帜仍然被称为“安特卫普旗”。“安特卫普旗”一直交接传递至1984年洛杉矶奥运会。
后来在1997年美国奥委会的一次宴会上，一位记者专访当年参加奥运会的亚美尼亚裔美国运动员哈尔·哈伊克·普里斯特（Hal Haig Prieste），他代表美国代表队在跳台跳水比赛中获得铜牌。当记者提到“安特卫普旗”下落不明至今未寻得时，普里斯特表示：“我可以告诉你，它就藏在我的行李箱里”。据普里斯特的回忆，安特卫普奥运会闭幕之后，在队友杜克·卡哈纳莫库（Duke Kahanamoku）的怂恿下，他爬上旗杆并偷走了这面奥运旗帜。77年来，这面旗帜一直存放在他的行李箱里。2000年悉尼奥运会，普里斯特将自己珍藏77年之久的“安特卫普旗”在特别仪式上正式归还给国际奥委会。“安特卫普旗”此后在瑞士洛桑奥林匹克博物馆展出，并附有一块牌匾，感谢普里斯特捐赠了这面旗帜。普里斯特在一年后的2001年逝世，享年104岁。“安特卫普旗”于2004年回到安特卫普，在市政厅的入口大厅展览。2017年，由于市政厅大楼的翻新改造，这面旗帜被暂时存放在MAS。

#### 汉城旗（首尔旗）
1988年汉城奥运会（现称首尔）举办时，韩国汉城市向国际奥委会赠送一面新的奥林匹克会旗，这面旗帜后来被称为“汉城旗”（首尔旗），旗帜周围镶有六种颜色组成的边缘，以奥林匹克五环的五色布圈及白色流苏系挂于旗杆上。这面旗帜一直交接传递至2012年伦敦奥运会。

#### 里约旗
2016年里约奥运会举办时，巴西里约热内卢向国际奥委会赠送一面新的奥林匹克会旗，自此“汉城旗”（首尔旗）结束了其24年的历史使命；“里约旗”虽然沿用了六色边缘，但旗筒已经改为白色并保留五色方形装饰，旗帜中间的五环标志也被放大。“里约旗”目前为夏季奥运会闭幕式交接仪式的专用会旗。随着2020年东京奥运会的闭幕，“里约旗”由东京移交给下一届主办城市法国巴黎。

#### 奥斯陆旗
1952年奥斯陆冬奥会是首次举行交接仪式的冬季奥运会，“奥斯陆旗”最后一次出现在冬奥会闭幕式是2014年索契冬奥会。

#### 平昌旗
2018年平昌冬奥会，韩国平昌郡向国际奥委会赠送一面新的奥林匹克会旗以取代“奥斯陆旗”，“平昌旗”目前为冬季奥运会闭幕式交接仪式的专用会旗。随着2022年北京冬奥会的闭幕，“平昌旗”由北京移交给下一届主办城市意大利米兰-科尔蒂纳丹佩佐。

## 版权
根据现行《奥林匹克宪章》第1章第7-14条细则以及第5章第50条细则规定，奥林匹克五环是奥林匹克运动会的象征，是国际奥委会的专用标志，规定亦包括奥林匹克旗帜、格言、会歌、奥运会会徽及吉祥物等。国际奥委会成员有保护奥林匹克标志的义务。未经国际奥委会特别许可，任何团体或个人不得将其用于广告或其他商业性活动。为保护奥林匹克标志在国际范围内不被擅自作为商业用途，世界知识产权组织于1981年主持召开肯尼亚内罗毕外交会议，由21个国家缔结了《保护奥林匹克会徽内罗毕条约》（简称《内罗毕条约》），就奥林匹克标志的法律保护作出规定
。世界各国执法部门因而在奥运期间制止对奥林匹克标志的侵权行为。中华人民共和国国务院更是于2002年2月4日颁布《奥林匹克标志保护条例》。

## 衍生旗幟
在奧運會歷史中，代表隊可能由於各種原因不使用國旗，情況如下：

在1896年、1900年和1904年夏季奧運會，大會容許來自不同國家的個人運動員組成「混合代表隊」（Mixed Teams）參與團體賽事（國際奧委會編碼ZZX）。
在1908年和1912年夏季奧運會，澳大利亚和新西蘭組成聯隊以「澳大拉西亞」（Australasia）的名義參賽（編碼ANZ），在運動會的開、閉幕以及頒獎儀式時使用此旗幟。
在1956年、1960年和1964年的冬季和夏季奧運會，由當時分治的東德和西德共同組成聯隊（Unified Team）（1956年還包括當時由法國統治的薩爾保護領），以「德國」（Germany）的名義參賽（編碼EUA），在運動會的開、閉幕以及頒獎儀式時使用此旗幟，並以貝多芬的歡樂頌代替國歌。在1968年奧運會，東西德各自參賽，仍採用上述旗幟和歌曲，1972年後使用各自國旗和國歌，直至1990年兩德統一為止。
在1980年莫斯科夏季奧運會，因前蘇聯入侵阿富汗而受到大量國家和地區抵制，其中澳大利亞、安道爾、比利時、丹麥、法國、英國、愛爾蘭、義大利、盧森堡、荷蘭、葡萄牙、波多黎各、西班牙、聖馬力諾和瑞士等15個國家和地區，允許其運動員以個人名義參賽，在運動會期間不使用本國國旗和國歌，而以國際奧委會會旗和會歌代替（仍採用各自的編碼）。
在1980年夏季奧運會，紐西蘭政府因前蘇聯入侵阿富汗而抵制，但容許其運動員以個人名義參賽，在運動會期間以紐西蘭奧委會的旗幟代替國旗使用（仍採用該國的編碼）。
自1984年夏季奧運會起，中華民國在國際賽事中以「中華臺北」（Chinese Taipei）的名義參與（編碼TPE），以中華奧林匹克委員會會旗代替國旗使用，並以《中华奥林匹克委员会会歌》[8]代替國歌。（原版国旗歌为“青天白日满地红”的旋律）
在1992年夏季奧運會和1994年冬季奧運會，南非因公民投票廢除種族隔離政策，自1960年後首度被獲准參賽，由於新國旗還未制訂，以南非奧委會的旗幟代替國旗使用（1992/1994；仍採用該國的編碼）。
在1992年夏季奧運會，南斯拉夫因受聯合國的制裁而被國際奧委會禁賽，而剛獨立不久的馬其頓尚未成立奧委會，故該兩國的運動員以「獨立奧林匹克參賽者」（Independent Olympic Participants）的名義參賽（編碼IOP），在運動會的開、閉幕以及頒獎儀式時使用國際奧委會會旗和會歌。
在1992年冬季和夏季奧運會，前蘇聯解體後15個前加盟共和國中的12個以「聯隊」（Unified Team；非正式稱呼為「獨立國協」）的名義參賽（編碼EUN），在運動會的開、閉幕以及團體賽事頒獎儀式時使用國際奧委會會旗和會歌。
在2000年夏季奧運會，其時由聯合國管治的東帝汶派出選手以「個人奧林匹克運動員」（Individual Olympic Athletes）的名義參賽（編碼IOA），在運動會期間使用國際奧委會會旗和會歌。
在2010年亞洲運動會，由於科威特政府干預該國奧委會的運作而被國際奧委會禁賽，該國選手以「科威特運動員」（Athletes from Kuwait）的名義參賽（編碼IOC），在運動會的開、閉幕以及頒獎儀式時使用國際奧委會會旗和會歌。
在2012年夏季奧運會，因前荷属安的列斯解體後新成立的荷蘭王國屬下的構成國庫拉索和荷屬聖馬丁未被國際奧委會接納為新成員；與此同時，新近獨立的南蘇丹仍未成立其國家奧委會；故此，上述三地選手以「獨立奧林匹克運動員」（Independent Olympic Athletes）的名義參賽（編碼IOA），在運動會期間使用國際奧委會會旗和會歌。
在2016年里約熱內盧夏季奧運會，由於部分運動員難民因無國籍而無法以避難國國家身份參加奧運會，國際奧委會決定挑選符合條件的難民運動員以「難民代表團」（Refugee Olympic Team, ROT）參加本屆奧運會，並在運動會期間使用國際奧委會會旗和會歌。最終有10名運動員獲選。
在2018年平昌冬季奥运会，因卷入禁药丑闻，俄罗斯代表团一度被取消参赛资格，但国际奥委会最终允许169名来自俄罗斯的运动员参加本届冬奥，是为“俄罗斯奥林匹克代表团”（Olympic Athletes from Russia, OAR）。运动员夺金后播放奥林匹克会歌，获得的奖牌数亦不计入俄罗斯历届冬奥会总成绩。平昌冬奧閉幕後，俄羅斯奧委會被暫時重獲國際奧委會資格，但在2019年後被禁止參加一切國際大型賽事和國際奧委會相關會議長達4年（後被縮短至2年）。2023年，由于俄罗斯全面入侵乌克兰后单方面将乌东四州体育组织纳入成为自己的成员，其会员资格被国际奥委会宣布暂停。
在2020年東京夏季奧運會，難民代表團再度作為參賽隊之一參與進奧運會中，同時獲選運動員人數升至29個。除此之外，難民代表團編碼由之前的ROT更改為EOR。